# Чавдар Чавдаров
Чавдар Димитров Чавдаров е български просветен деец и революционер, деец на Вътрешната македоно-одринска революционна организация.

## Биография
Чавдар Чавдаров е роден на 2 май 1858 година в гюмюрджинското село Чадърли, тогава в Османската империя. Получава двукласно образование в гръцко училище.
Дълги години преподава в родното си село, Кушланли, Хаджилар, Домуздере и пак в родното си село, като същевременно участва в борбата за българска църковна независимост.
В 1892 година, когато е на Пловдивския панаир, Чавдаров благодарение на подкрепата на архиерейския наместник иконом Васил Аврамов от Горно Дерекьой става псалт в Станимака. През 1893 година се връща в родното си село, откъдето заминава за Дедеагач и става преводач в компанията, която строи железопътната линия Дедеагач - Солун. В края на 1894 година започва да работи като псалт в Дедеагач и открива в града „Българско народно кафене“. В началото на 1896 - 1897 година отново работи като учител в Чадърли. В края на учебната години, по време на Гръцко-турската война, Чавдаров се прехвърля в Хасково, България, където работи като писар и певец. През 1897 година се присъединява към ВМОРО.
В края на 1899 година, след помирението между ВМОРО и ВМОК, в Пловдив се свиква събрание на македонски и одрински емигрантски дейци, на което присъстват Петко войвода, Нестор Иванов, Стоян Калоянов, Никола Димзов от Горно Броди, бивш учител в Чадърли, Чавдар Чавдаров и други. Събранието решава да се предприеме революционна дейност в Одринско и се определят лицата, които да се нагърбят с апостолска мисия. За Гюмюрджинско е определен Чавдаров, който подава оставка от службата си в Хасково и се връща в родното си Чадърли.
Екзархийският архиерейски наместник в Гюмюрджина поп Дойчин Запрев му издава разрешително за събиране на дарения за проектираната българска църква в града „Свети Йоан Предтеча“. С това разрешително Чавдаров заедно със съселянина си Иван Арабаджията, бивш четник на Петко войвода, обикаля всички български гюмюрджински села и привлича по-будните българи към революционното движение.
За да се отдаде по пълно на революционното дело, Чавдаров не се уславя за учител, а отваря кръчма в долната махала на Чадърли – Чукурмахала.
През 1902 година е избран за член на околийския комитет в Гюмюрджина. Умира на 4 декември 1935 година в Кърджали.